# Son of a Preacher Man
«Son of a Preacher Man» es una canción grabada por Dusty Springfield en 1968, incluida en su álbum Dusty in Memphis.
Escrita por John Hurley y Ronnie Wilkins, el tema fue inicialmente ofrecido a Aretha Franklin, quien no aceptó la oferta, la letra trata sobre una joven que mantiene una relación amorosa en secreto con el hijo de un predicador muy respetado en su pueblo. Franklin, que casualmente era hija de un predicador, tras escucharla varias veces junto a sus productores decidió rechazar la oferta al considerarla como "una falta de respeto". Fue tras escuchar la canción de Dusty Springfield, cuando Aretha Franklin decidió grabar su propia versión dos años después. El éxito alcanzado por entonces por la grabación de Springfield no fue logrado por la versión de Aretha, incluida en su álbum This Girl's In Love With You.
La versión original de Dusty Springfield fue producida por Jerry Wexler, Tom Dowd y Arif Mardin para la compañía discográfica Atlantic Records, y se convirtió en un éxito internacional. Fue el tema de referencia de Dusty Springfield durante casi 20 años, hasta que grabó con Pet Shop Boys el sencillo What Have I Done to Deserve This?, en el año 1987.
En 2004, la canción fue incluida en la lista de las 500 mejores canciones de todos los tiempos según la revista Rolling Stone ocupando el puesto 240. En 1994 fue incluida en la banda sonora de la película Pulp Fiction de Quentin Tarantino, cuyo álbum logró ventas superiores a los dos millones de copias.

## Versiones
Desde que Aretha Franklin versionara este popular tema, muchos han sido los artistas han hecho lo mismo. La lista, interminable, cuenta con cantantes como Nancy Sinatra, Dina Carroll, Sarah Connor, Liza Minnelli, Dolly Parton, Tom Goss, Joss Stone, o Tina Turner, Janis Joplin.
- Datos: Q2574754